# 597

## Decese
- 9 iunie: Columban de Iona  (n. 521)
- 24 mai: Simeon din Muntele Minunat  (n. 521)